# 宮繁之
宮 繁之（みや しげゆき、1975年11月14日 - ）は日本の男性、アニメ監督、演出家、キャラクターデザイナー。別名義に更一灯。
静岡県出身。1999年、スタジオディーンに入社。『ルパン三世 天使の策略 〜夢のカケラは殺しの香り〜』で監督デビュー。現在はマッドハウスやブレインズ・ベース、MAPPA制作の作品に関わることが多い。

## 経歴・人物
両親が教師であったため、国語の教師になることをぼんやり考えながら大学に進学するが、自身が教員に不向きな性格であったことから別の進路を模索。幼少期より絵を描くことを好んでいたことや授業の一環としてシナリオを学んだことからアニメ業界も視野に入れ、スタジオディーンに制作進行として入社。しかし、人命に関わるものではなかったが自動車事故を多発させてしまい、プロデューサーから辞職を促される事態となる。自らも「これ以上、周囲に迷惑を掛けたくない」と辞職を考えていたところ、スタジオディーン制作の『るろうに剣心 -明治剣客浪漫譚- 追憶編』の監督、古橋一浩に「絵でも描いてみる？」と声を掛けられ同作で少ないながらも原画を担当。古橋から「いいじゃん、描けるじゃん」と評価され、制作進行からアニメーターへと転向。以後はクリエイターとして作品制作に関わるようになる。これらの経緯から「業界に残してくれた恩人」が古橋であると語っている。
アニメーターとなった当初はタイムシートが読めず苦労を伴った。平山智の手伝いで東京ムービーに訪れていた時、プロデューサーの大石祐道に『京極夏彦 巷説百物語』のキャラクターデザインに誘われる。自らも京極夏彦作品に触れていたことからこれを引き受け、キャラクターデザインの初仕事となった。同作では同じく初担当となった絵コンテがプロデューサーに評価され、作画の他に絵コンテや演出の仕事も行うようになる。2005年放送の『ルパン三世 天使の策略 〜夢のカケラは殺しの香り〜』で監督デビューを飾り、以降は様々な作品で監督を務めるようになる。なお、総監督やスーパーバイザーとして制作に携わる場合は更一灯の名義を使用している。これは後進育成や若手のサポートとして起用される際には、自分の名前が出るより作品のために徹夜して頑張っている人たちの名前が出ればいいという考えによるものである。
前述の経緯から、「他にキャラクターデザインや作画に費やしてきた先輩がいるのに、自らを偉そうに原画マンやキャラクターデザイナーと名乗りたくはない」と語っている。また、絵の専門教育を受けておらずアニメ専門学校に通ったことも無かったため、『BUZZER BEATER』で宮が手掛けたキャラクターデザインの監修を行った井上雄彦を直接絵を教わった唯一の人物として挙げている。
自身の仕事については、自らもクラスの端にいたといい「端っこに追いやられている人の背中を押すのが自分の仕事」「苦しい思いをしている人に「ここであきらめるなよ」と励ますような作品を作っていきたい」と語っている。

## 参加作品

### テレビアニメ
2000年
- HUNTER×HUNTER（動画）
- 六門天外モンコレナイト（動画）
- ヴァンドレッド（原画）

2001年
- 逮捕しちゃうぞ SECOND SEASON（原画）
- スクライド（原画・動画チェック）
- The Soul Taker 〜魂狩〜（原画）
- 電脳冒険記ウェブダイバー（2001年 - 2002年、原画）
- PROJECT ARMS The 2nd Chapter（作画監督）

2002年
- ルパン三世 EPISODE:0 ファーストコンタクト（作画監督）
- わがまま☆フェアリー ミルモでポン!（原画）
- 攻殻機動隊 STAND ALONE COMPLEX（原画）

2003年
- らいむいろ戦奇譚（OP・ED原画）
- ソニックX（原画・OP作画）
- 京極夏彦 巷説百物語（キャラクターデザイン・絵コンテ・作画監督・OP作画監督）

2005年
- ルパン三世 天使の策略 〜夢のカケラは殺しの香り〜（監督 ・絵コンテ）
- BUZZER BEATER（WOWOW版）（監督・キャラクターデザイン・絵コンテ・演出・総作画監督）

2007年
- BUZZER BEATER（日本テレビ版）（監督・キャラクターデザイン・絵コンテ・演出・総作画監督・作画監督）
- MOONLIGHT MILE 1stシーズン Lift off（OP・ED原画）
- MOONLIGHT MILE 2ndシーズン Touch down（OP原画）

2008年
- Yes!プリキュア5GoGo!（演出）
- 全力ウサギ（絵コンテ）

2009年
- はじめの一歩 New Challenger（絵コンテ・OP原画）
- BLEACH（絵コンテ）
- 青い文学シリーズ「こころ」（監督・キャラクターデザイン・絵コンテ・演出・作画監督）

2010年
- こばと。（絵コンテ）
- 学園黙示録 HIGHSCHOOL OF THE DEAD（絵コンテ）

2011年
- ブレイド（モンスターデザイン・絵コンテ）

2012年
- 坂道のアポロン（絵コンテ・原画）
- 名探偵コナン／まじっく快斗（絵コンテ）

2013年
- ブラッドラッド（監督・絵コンテ・OP演出・作画監督）

2014年
- 僕らはみんな河合荘（監督・絵コンテ・OP演出・OP原画・ED絵コンテ）
- 残響のテロル（絵コンテ）
- 牙狼-GARO- -炎の刻印-（絵コンテ・提供バックイラスト）

2015年
- 食戟のソーマ（絵コンテ）
- うしおととら（絵コンテ）
- 青春×機関銃（スーパーバイザー・絵コンテ・ED絵コンテ・ED原画） ※更一灯名義

2016年
- SERVAMP-サーヴァンプ-（総監督・絵コンテ） ※更一灯名義

2017年
- 最遊記RELOAD BLAST（絵コンテ） ※更一灯名義
- 鬼平（監督・キャラクターデザイン・絵コンテ）

2018年
- オーバーロードII（絵コンテ）

2019年
- 消滅都市（監督・絵コンテ・演出）

2021年
- おしりたんてい（絵コンテ）
- RE-MAIN（絵コンテ）
- takt op.Destiny（絵コンテ）

2022年
- ブラック★★ロックシューター DAWN FALL（絵コンテ）

2023年
- もののがたり（絵コンテ）
- 地獄楽（絵コンテ）
- ヴィンランド・サガ（絵コンテ）

2024年
- ぶっちぎり?!（絵コンテ）
- 怪獣8号（2024年 - 2025年、監督・絵コンテ）

### 劇場アニメ
- 劇場版 TIGER & BUNNY -The Rising-（2014年、絵コンテ）

### OVA
- るろうに剣心 -明治剣客浪漫譚- 追憶編（1999年、原画[2]（ノンクレジット）・制作進行）
- 戦闘妖精雪風（2003年、原画）
- ルパン三世 GREEN vs RED（2008年、監督・絵コンテ・演出）
- SUPERNATURAL: THE ANIMATION（2011年、監督・キャラクター原案・絵コンテ・演出）

### Webアニメ
- 亡念のザムド（2008年、絵コンテ・演出・原画）

### ゲーム
- ルパン三世 海に消えた秘宝（2003年、原画）

### パチンコ・パチスロ
- パチスロろくでなしBLUES（2011年、キャラクターデザイン）